# Danmarks Natur- og Lægevidenskabelige Bibliotek
Danmarks Natur- og Lægevidenskabelige Bibliotek (DNLB) var 1989-2005 det officielle navn for Universitetsbibliotekets 2. Afdeling, som blev oprettet i 1938 med ansvaret for fagområderne naturvidenskaberne og medicin. I 2005 blev Danmarks Natur- og Lægevidenskabelige Bibliotek sammenlagt med Det Kongelige Bibliotek. Bygningen ligger på Nørre Allé på Nørrebro i København.

## Oprindelse
I 1938 blev Universitetsbiblioteket delt i to "afdelinger": i daglig tale kaldet UB1 og UB2 (dvs. Universitetsbibliotekets 1. og 2. Afdeling). Ret beset var der tale om to helt selvstændige biblioteker. UB1 beholdt bygningen i Fiolstræde, mens UB2 flyttede til den nuværende hovedbygning på Nørre Allé. Der var tale om en moderne bygning med studenterlæsesal, studieværelser og bogtårn. Placeringen var ideel, lige i nærheden af Københavns Universitets institutter og en anden stor bruger: Rigshospitalet .
UB2 var meget tidligt med i it-udviklingen. I 1967 blev der oprettet en afdeling, som skulle foretage litteratursøgning via edb: Dokumentationsafdelingen. UB2 var også med fra starten, da forskningsbibliotekerne i 1979 indførte en fælles database. Herefter gik det slag i slag: i 1986 blev den første bevilling givet til det integrerede bibliotekssystem Cosmos. I 1989 blev en tilbygning med Bogsalen taget i brug. Hermed blev UB2 et helt moderne bibliotek, hvor lånerne fik direkte adgang til den nyere litteratur, hvilket sandsynligvis har været en medvirkende årsag til den store stigning i benyttelsen over en kort årrække (1989-1993: 40%). Samtidig med Bogsalens indvielse blev Cosmos gjort offentligt tilgængelig, og biblioteket skiftede navn til Danmarks Natur- og Lægevidenskablige Bibliotek (DNLB).
En del af baggrunden for navneskiftet var, at DNLB var begyndt at lægge større vægt på gennem udstillinger og arrangementer at formidle de store naturhistoriske kulturarvssamlinger, som Universitetsbiblioteket rummede. Her tænkes på de sjældne og kostbare værker i Det Classenske Bibliotek, som Universitetsbiblioteket erhvervede i 1867 og som i 1938 var flyttet med til UB2. Her tænkes på, at biblioteket opbyggede en bogsamling af den svenske naturforsker Carl von Linnes værker og i 1989 indrettede særlige udstillingsrum til Linne-samlingen i forbindelse med den nyopførte bogsal. Endelig tænkes på, at DNLB ved en særbevilling fra Kulturministeriet 1997-1999 digitaliserede de mere end 3.200 farveplancher fra det berømte botaniske storværk Flora Danica.
Indtil 1998 var DNLB pligtafleveringsbibliotek, hvor biblioteket i henhold til Pligtafleveringsloven havde en rekvisitionsret til at erhverve alle nye trykte danske bøger fra forlagene. 
Danmarks Natur- og Lægevidenskabelige Bibliotek blev pr. 1. oktober 2005 sammenlagt med Det Kongelige Bibliotek til et nyt fælles bibliotek: Det Kongelige Bibliotek, Nationalbibliotek og Københavns Universitetsbibliotek .
Universitetsbiblioteksbetjeningen af naturvidenskaberne og medicin sker fortsat fra bygningen på Nørre Alle 49, nu med navnet Københavns Universitetsbibliotek Nørre Campus (som er en del af Københavns Universitetsbibliotek, KUB).

## Bygningen
I forbindelse med udflytningen af Universitetsbibliotekets 2. Afdeling blev der i 1935-37 opført en biblioteksbygning i neoklassicistisk stil af kgl. bygningsinspektør Kristoffer Varming på Universitetsparkens trekantede grund, der omgives af Nørre Allé og Tagensvej. Biblioteket, som for sin tid var meget moderne, bl.a. med sit 10 meter høje bogtårn, blev placeret på tværs af trekanten med front mod Beyers Plads. De første dele af Andreas Friis' udsmykning på den daværende Studenterlæsesal blev indviet i 1940. Man ser kendte videnskabsmænd arbejde i laboratoriet og studere i videnskabelige værker 
Selv om kun fem af bogtårnets ti etager var fyldt op ved indvielsen, blev nybygningen på Nørre Allé hurtigt for lille. UB2 prøvede flere gange at få bedre forhold, for eksempel blev der i 1963 indsendt et færdigt projekt til en udvidelse, dog uden held. Først i 1985 blev der bevilget penge til den om- og tilbygning, der blev indviet i 1989 ved arkitekterne Eva og Nils Koppel, der også opførte H.C. Ørsted Instituttet langs samme vej. I stedet for at forhøje bogtårnet valgte man en utraditionel løsning hvor tilbygningen klamrer sig om bogtårnet. I tilbygningen er indrettet en ny central sal, hvor maleren Jørgen Teik Hansen har malet en festlig og farverig vægudsmykning.
I haven foran bygningen står et monument, fremstillet af billedhuggeren, professor Gottfred Eickhoff, afsløret 25. oktober 1963. Figuren skildrer Niels Stensen (latinsk: Steno) som anatomen ved liget af en ung kvinde. På soklens bagside står: anatomicus, geologiæ fundator, servus Dei - "anatom, geologiens grundlægger, Guds tjener". .